# 浅田真央 ドリーム・ラボ
『浅田真央 ドリーム・ラボ』（あさだまお ドリーム・ラボ）は、TBS（関東ローカル）で放送されていたミニ番組。森永製菓（スポンサー表記は同社の商品・ウイダーinゼリー）の一社提供。2009年4月より約1年間放送された。
なお、2010年4月4日からの後番組には3月7日より12:54-13:00に放送していた『メシバナ。』が移動。

## 番組内容
日々のトレーニングに励む浅田真央（フィギュアスケート選手）とそのスタッフの活動を追う。